# Lijst van voetbalinterlands Zimbabwe - Zuid-Afrika
Deze lijst van voetbalinterlands is een overzicht van alle officiële voetbalwedstrijden tussen de nationale teams van Zimbabwe en Zuid-Afrika. De Zuidelijk Afrikaanse buurlanden hebben tot op heden zeventien keer tegen elkaar gespeeld. De eerste ontmoeting, een kwalificatiewedstrijd voor de Afrika Cup 1994, vond plaats op 16 augustus 1992 in Harare. Het laatste duel, een groepswedstrijd tijdens de COSAFA Cup 2025, werd gespeeld in Bloemfontein op 7 juni 2025.

## Wedstrijden
| №  | Plaats         | Datum             | Competitie                   | Wedstrijd              | Uitslag |
| -- | -------------- | ----------------- | ---------------------------- | ---------------------- | ------- |
| 1  | Harare         | 16 augustus 1992  | Afrika Cup 1994 kwalificatie | Zimbabwe − Zuid-Afrika | 4 − 1   |
| 2  | Johannesburg   | 24 april 1993     | Afrika Cup 1994 kwalificatie | Zuid-Afrika − Zimbabwe | 1 − 1   |
| 3  | Mafikeng       | 24 april 1994     | Vriendschappelijk            | Zuid-Afrika − Zimbabwe | 1 − 0   |
| 4  | Johannesburg   | 26 november 1995  | Vriendschappelijk            | Zuid-Afrika − Zimbabwe | 2 − 0   |
| 5  | Johannesburg   | 16 juni 1999      | Vriendschappelijk            | Zuid-Afrika − Zimbabwe | 0 − 1   |
| 6  | Harare         | 9 juli 2000       | WK 2002 kwalificatie         | Zimbabwe − Zuid-Afrika | 0 − 2   |
| 7  | Port Elizabeth | 29 juli 2000      | COSAFA Cup 2000              | Zuid-Afrika − Zimbabwe | 0 − 1   |
| 8  | Johannesburg   | 5 mei 2001        | WK 2002 kwalificatie         | Zuid-Afrika − Zimbabwe | 2 − 1   |
| 9  | Oost-Londen    | 19 juli 2003      | COSAFA Cup 2003              | Zuid-Afrika − Zimbabwe | 0 − 1   |
| 10 | Johannesburg   | 11 maart 2008     | Vriendschappelijk            | Zuid-Afrika − Zimbabwe | 2 − 1   |
| 11 | Durban         | 27 januari 2010   | Vriendschappelijk            | Zuid-Afrika − Zimbabwe | 3 − 0   |
| 12 | Harare         | 15 november 2011  | Vriendschappelijk            | Zimbabwe − Zuid-Afrika | 2 − 1   |
| 13 | Johannesburg   | 10 september 2013 | Vriendschappelijk            | Zuid-Afrika − Zimbabwe | 1 − 2   |
| 14 | Harare         | 3 september 2021  | WK 2022 kwalificatie         | Zimbabwe − Zuid-Afrika | 0 − 0   |
| 15 | Johannesburg   | 11 november 2021  | WK 2022 kwalificatie         | Zuid-Afrika − Zimbabwe | 1 − 0   |
| 16 | Bloemfontein   | 11 juni 2024      | WK 2026 kwalificatie         | Zuid-Afrika − Zimbabwe | 3 − 1   |
| 17 | Bloemfontein   | 7 juni 2025       | COSAFA Cup 2025              | Zuid-Afrika − Zimbabwe | 2 − 0   |

## Samenvatting
| Competitie              | Totaal gespeeld | Winst Zimbabwe | Gelijk | Winst Zuid-Afrika | Doelsaldo Zimbabwe – Zuid-Afrika |
| ----------------------- | --------------- | -------------- | ------ | ----------------- | -------------------------------- |
| WK-kwalificatie         | 5               | 0              | 1      | 4                 | 2 − 8                            |
| Afrika Cup-kwalificatie | 2               | 1              | 1      | 0                 | 5 − 2                            |
| COSAFA Cup              | 3               | 2              | 0      | 1                 | 2 − 2                            |
| Vriendschappelijk       | 7               | 3              | 0      | 4                 | 6 − 10                           |
| Totaal                  | 17              | 6              | 2      | 9                 | 15 − 22                          |

## Details

### Eerste ontmoeting
| Afrika Cup 1994 kwalificatie (Harare, Zimbabwe, 16 augustus 1992): |              | |
| Zimbabwe | 4 – 1        | Zuid-Afrika |
| Vitalis Takawaria 7' Allen Gumbo 20' Peter Ndlovu 50' (pen.) Peter Ndlovu 62' | goals        | 21' Sam Kambule |
| Reinhardt Fabisch | bondscoach   | Stanley Tshabalala |
| Bruce Grobbelaar Mercedes Sibanda Melusi Nkiwane Ephraim Chawanda Francis Shonhai Willard Mashinkila-Kumalo Adam Ndlovu Allen Gumbo Vitalis Takawira 68' Henry McKop 57' Peter Ndlovu | opstellingen | Mark Anderson David Nyathi Lucas Radebe Steve Komphela Sam Kambule Donald Khuse Neil Tovey Theophilus Khumalo 61' Harold Legodi 52' Shane McGregor Phil Masinga |
| Memory Mucherahowa 57' Wilfred Mugeyi 68' | wissels      | 52' Marks Maponyane 61' August Makalakalane |
| Peter Ndlovu ??' | gele kaarten | 24' Harold Legodi 38' David Nyathi ??' Lucas Radebe |

### Vijfde ontmoeting
| Vriendschappelijk (Johannesburg, Zuid-Afrika, 16 juni 1999):                                                                                                 |              | |
| Zuid-Afrika | 0 – 1        | Zimbabwe |
| | goals        | 24' Harrington Shereni |
| Trott Moloto | bondscoach   | Clemens Westerhof |
| Hans Vonk 75' Mark Fish Lucas Radebe Papi Khomane David Nyathi Thabo Mngomeni Godfrey Sapula John Moeti 53' Helman Mkhalele Papi Mbhele 46' Daniel Mudau 85' | opstellingen | Muzondiwa Mugadza Innocent Chikoya Thulani Ncube 81' Kaitano Tembo Norman Mapeza Ngobizitha Maenzanise 68' Benjamin Mwaruwaru 65' Gilbert Mushangazhike 85' Roland Sibanda Harrington Shereni 46' Kingstone Rinhemota |
| Joel Masilela 46' Junaid Hartley 53' John Tlale 75' Themba Mnguni 85'                                                                                        | wissels      | 46' Adam Ndlovu 65' Zenzo Moyo 68' Hubert Munjanja 81' Dumisani Mpofu 85' Maxwell Dube |
| | gele kaarten | ??' Norman Mapeza |

### Zesde ontmoeting
| WK 2002 kwalificatie (Harare, Zimbabwe, 9 juli 2000): |              | |
| Zimbabwe | 0 – 2        | Zuid-Afrika |
| | goals        | 7' Delron Buckley 82' Delron Buckley |
| Misheck Marimo | bondscoach   | Trott Moloto |
| Muzondiwa Mugadza Innocent Chikoya 46' Edelbert Dinha Thulani Ncube Desmond Maringwa Agent Sawu 60' Wilfred Mugeyi Peter Ndlovu Ronald Sibanda 67' Norman Mapeza Clistus Pasuwa | opstellingen | John Tlale Cyril Nzama Bradley Carnell Aaron Mokoena Eric Tinkler 56' Quinton Fortune Shaun Bartlett Helman Mkhalele Pierre Issa 57' Siyabonga Nomvete Delron Buckley |
| William Mugeyi 46' Benjamin Mwaruwari 60' Nqobizitha Ncube 67' | wissels      | 56' Godfrey Sapula 57' Benedict McCarthy |
| Agent Sawu 50' | gele kaarten | 16' Cyril Nzama 19' Pierre Issa 27' Quinton Fortune |

ZFA ·
Bondscoaches ·
Selecties · 
Topscorers · 
Zimbabwaans vrouwenelftal
1980 – 1989 · 
1990 – 1999 · 
2000 – 2009 · 
2010 – 2019 ·
2020 − 2029
1980 · 
1981 · 
1982 · 
1983 · 
1984 · 
1985 · 
1986 · 
1987 · 
1988 · 
1989 · 
1990 · 
1991 · 
1992 · 
1993 · 
1994 · 
1995 · 
1996 · 
1997 · 
1998 · 
1999 · 
2000 · 
2001 · 
2002 · 
2003 · 
2004 · 
2005 · 
2006 · 
2007 · 
2008 · 
2009 · 
2010 · 
2011 · 
2012 · 
2013 · 
2014 ·
2015 ·
2016 ·
2017 ·
2018 · 
2019 ·
2020 ·
2021 ·
2022 ·
2023
Algerije ·
Angola ·
Australië ·
Bahrein ·
Benin ·
Bosnië en Herzegovina · 
Botswana ·
Brazilië · 
Burkina Faso ·
Burundi ·
Centraal-Afrikaanse Republiek ·
China ·
Comoren ·
Congo-Brazzaville ·
Congo-Kinshasa ·
Djibouti ·
Egypte ·
Eritrea ·
Ethiopië ·
Gabon ·
Ghana ·
Guinee ·
Indonesië ·
Ivoorkust ·
Jordanië ·
Kaapverdië ·
Kameroen ·
Kenia ·
Koeweit ·
Lesotho ·
Liberia ·
Libië ·
Madagaskar ·
Malawi ·
Mali ·
Marokko ·
Mauritanië ·
Mauritius ·
Mozambique ·
Namibië ·
Nigeria ·
Oeganda ·
Oman ·
Rwanda ·
Qatar ·
Saoedi-Arabië ·
Senegal ·
Seychellen ·
Soedan ·
Somalië ·
Swaziland ·
Tanzania ·
Togo ·
Tunesië ·
Vietnam ·
Zaïre ·
Zambia ·
Zuid-Afrika · 
Zwitserland
SAFA · A-internationals · Bondscoaches · Selecties · Statistieken · Zuid-Afrikaans vrouwenelftal · Olympisch elftal · Zuid-Afrika U21 · Zuid-Afrika U19 · Zuid-Afrika U17
1906 – 1919 ·
1920 – 1929 ·
1930 – 1939 ·
1940 – 1949 · 
1950 – 1959 · 
1960 – 1969 · 
1970 – 1979 · 
1980 – 1989 · 
1990 – 1999 · 
2000 – 2009 · 
2010 – 2019 ·
2020 − 2029
AC 1996 · 
AC 1998 · 
AC 2000 · 
AC 2002 · 
AC 2004 · 
AC 2006 · 
AC 2008 · 
AC 2013
WK 1998 · 
WK 2002 · 
WK 2010
OS 2000 ·
OS 2016 ·
OS 2020
1947 · 
1948–1949 · 
1950 · 
1951-1952 ·
1953 · 
1954 · 
1955 · 
1956–1991 · 
1992 · 
1993 · 
1994 · 
1995 · 
1996 · 
1997 · 
1998 · 
1999 · 
2000 · 
2001 · 
2002 · 
2003 · 
2004 · 
2005 · 
2006 · 
2007 · 
2008 · 
2009 · 
2010 · 
2011 · 
2012 · 
2013 · 
2014 · 
2015 · 
2016 ·
2017 ·
2018 ·
2019 ·
2020 ·
2021 ·
2022 ·
2023 ·
2024
Algerije ·
Andorra ·
Angola ·
Argentinië ·
Australië ·
Benin ·
Bolivia ·
Botswana ·
Brazilië ·
Bulgarije ·
Burkina Faso ·
Burundi ·
Canada ·
Centraal-Afrikaanse Republiek ·
Chili ·
Colombia ·
Comoren ·
Congo-Brazzaville ·
Congo-Kinshasa ·
Costa Rica ·
Denemarken ·
Duitsland ·
Ecuador ·
Egypte ·
Engeland ·
Equatoriaal-Guinea ·
Ethiopië ·
Frankrijk ·
Gabon ·
Gambia ·
Georgië ·
Ghana ·
Guatemala ·
Guinee ·
Guinee-Bissau ·
Honduras ·
Ierland ·
IJsland ·
Irak ·
Israël ·
Italië ·
Ivoorkust ·
Jamaica ·
Japan ·
Kaapverdië ·
Kameroen ·
Kenia ·
Lesotho ·
Liberia ·
Libië ·
Madagaskar ·
Malawi ·
Mali ·
Malta ·
Marokko ·
Mauritanië ·
Mauritius ·
Mexico ·
Mozambique ·
Namibië ·
Nederland ·
Nieuw-Zeeland ·
Niger ·
Nigeria ·
Noord-Korea ·
Noorwegen ·
Oeganda ·
Panama ·
Paraguay ·
Polen ·
Portugal ·
Rwanda ·
Saoedi-Arabië ·
Sao Tomé en Principe ·
Schotland ·
Senegal ·
Servië ·
Seychellen ·
Sierra Leone ·
Slovenië ·
Soedan ·
Spanje ·
Swaziland ·
Tanzania ·
Thailand ·
Trinidad en Tobago ·
Tsjaad ·
Tsjechië ·
Tunesië ·
Turkije ·
Uruguay ·
Verenigde Arabische Emiraten ·
Verenigde Staten ·
Zambia ·
Zimbabwe ·
Zuid-Soedan ·
Zweden
Frankrijk (2010) ·
Mexico (2010) ·
Paraguay (2002) · 
Slovenië (2002) · 
Spanje (2002) · 
Uruguay (2010)